# 堀直央 (椎谷藩主)
堀 直央（ほり なおなか、貞享5年9月18日（1688年10月11日） - 寛保2年6月20日（1742年7月21日））は、江戸時代中期の大名で、越後椎谷藩第2代藩主。椎谷堀家5代。椎谷藩初代藩主・堀直宥の長男。母は桑山一玄の娘。正室は津軽寧親の娘。子は堀直旧（長男）、堀直述（次男）、松井旧氏（三男）、本多直嗣（四男）、娘（武田信村正室）。通称は三四郎。初名は直時。官位は従五位下、飛騨守。
正徳元年（1711年）、父の死により家督を相続した。正徳5年（1715年）に陣屋を字打越に移転した際には、入国して総指揮をとった。同年、後嗣を弟の直恒と定めた。享保5年（1720年）、直恒に家督を譲って隠居した。寛保2年（1742年）に死去した。

## 系譜
父母
- 堀直宥（父）
- 岡部行親の養女 ー 桑山一玄の娘（母）

正室
- 津軽寧親の娘

子女
- 堀直旧（長男）
- 堀直述（次男）
- 松井旧氏（三男）
- 本多直嗣（四男）
- 武田信村正室